# Castellnou de Seana
Castellnou de Seana là một đô thị trong tỉnh Lleida, cộng đồng tự trị Cataluña Tây Ban Nha. Đô thị Castellnou de Seana có diện tích là ki-lô-mét vuông, dân số năm 2009 là người với mật độ người/km². Đô thị Castellnou de Seana có cự ly km so với tỉnh lỵ Lleida.